# Fay Wray
Vina Fay Wray (Cardston (Alberta), 15 september 1907 – New York, 8 augustus 2004) was een Canadees-Amerikaans actrice.
Ze is het bekendst van de film King Kong uit 1933. Ze startte haar carrière in het tijdperk van de stomme film en bleef acteren tot in de jaren zestig. Tot 1980 verscheen ze nog sporadisch als actrice.

## Biografie

### Jonge jaren
Wray werd geboren op een ranch nabij Cardston in de Canadese provincie Alberta, als dochter van Elvina Marguerite Jones en Joseph Heber Wray. Ze was een van zes kinderen. Haar familie verhuisde een paar jaar na haar geboorte naar de Verenigde Staten. In 1912 vestigden ze zich in Salt Lake City, in 1914 in Lark, en in 1919 weer in Salt Lake City. Hierna verhuisde de familie Wray naar Hollywood, alwaar Wray studeerde aan de Hollywood High School.

### Vroege carrière
In 1923 trad Wray op 16-jarige leeftijd op in haar eerste film; een korte historische film gesponsord door een lokale krant. In de jaren twintig speelde Wray enkele hoofdrollen in stomme films als The Coast Patrol (1925), en enkele werken van Hal Roach Studios.
In 1926 koos de Amerikaanse filmorganisatie Western Association of Motion Picture Advertisers Wray als een van de "WAMPAS Baby Stars"; een groep vrouwen die volgens hen aanleg hadden om grote sterren te worden. Wray stond toen onder contract bij Universal Studios, waar ze regelmatig bijrollen had in westernfilms samen Buck Jones.
In 1927 kreeg Wray een contract bij Paramount Pictures. In 1928 speelde ze in de hoofdrol in The Wedding March. De film, die financieel erg duur was voor zijn tijd, was een flop, maar maakte Wray wel bekend bij een groter publiek. Bij Paramount maakte Wray de overstap van stomme films naar de geluidsfilm.

### Horrorfilms enKing Kong
Na bij Paramount te zijn vertrokken, tekende Wray bij verschillende filmstudio’s contracten. Ze kreeg vooral rollen in horrorfilms aangeboden zoals Doctor X. Haar bekendste films maakte ze echter na een contract te hebben getekend bij RKO Pictures. Hier was ze eerst te zien in The Most Dangerous Game (1932), samen met Joel McCrea.
The Most Dangerous Game werd opgevolgd door Wrays bekendste filmrol; die van Ann Darrow in de horrorklassieker King Kong. Volgens Wray was Jean Harlow de eerste keuze van RKO, maar zij moest de filmrol afslaan vanwege een contract met MGM. Wray kreeg 10.000 dollar voor haar rol in de film. De film was een groot succes en redde RKO van faillissement; iets waar Wray volgens eigen zeggen trots op was. De rol in King Kong leverde Wray tevens de titel "scream queen" op.

### Latere carrière

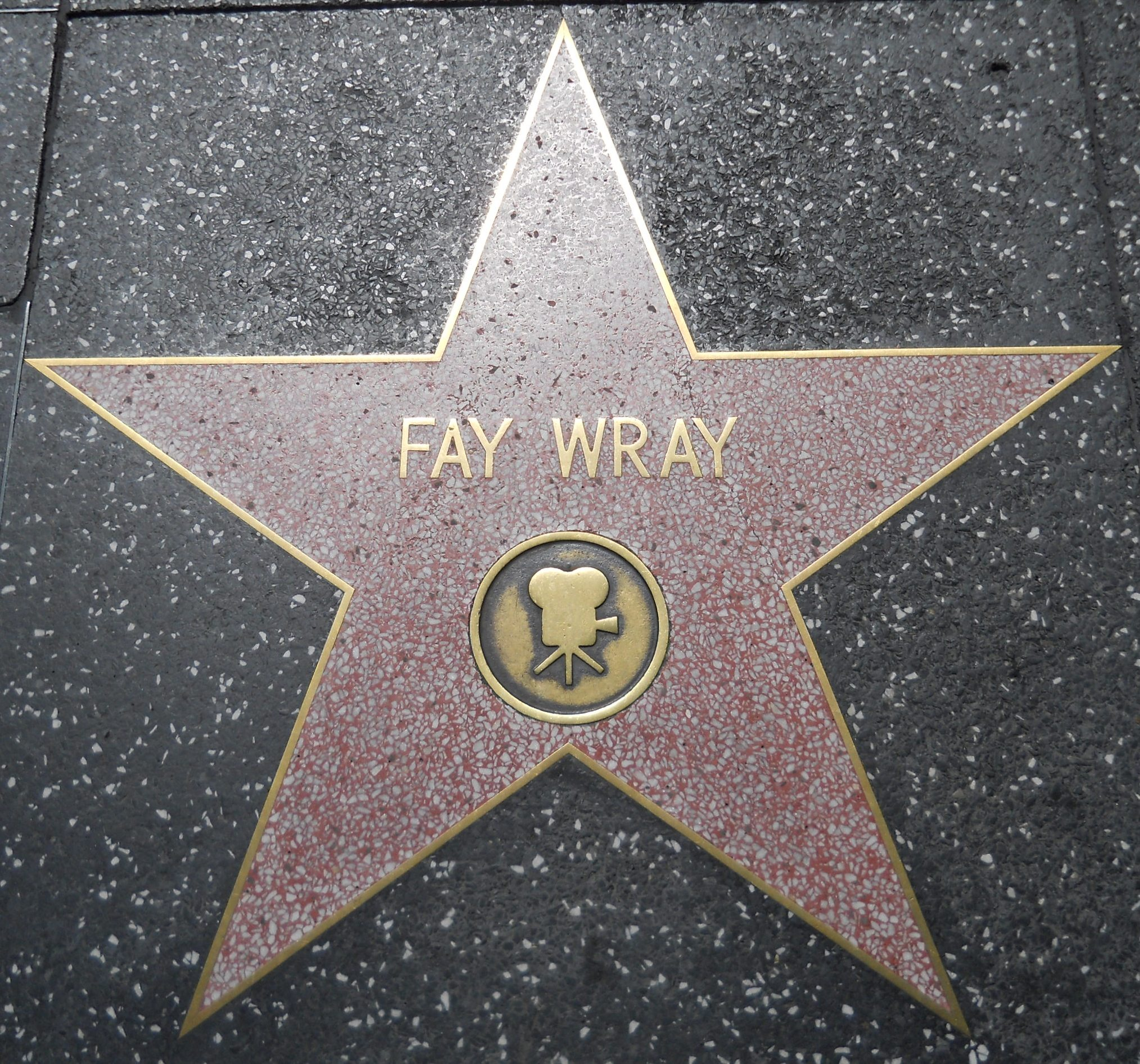
Fay Wray's ster op de Hollywood Walk of Fame.

Tot in de vroege jaren veertig trad Wray nog op in verschillende films, maar daarna werd het aantal rollen dat ze speelde, steeds kleiner. In 1942, na haar tweede huwelijk, besloot ze te stoppen met acteren. Vanwege financiële problemen moest ze echter terugkomen op deze beslissing. In de dertig jaar erop verscheen ze vooral in bijrollen en televisierollen. Zo was ze te zien in drie afleveringen van de dramaserie Perry Mason. In 1980 zette ze definitief een punt achter haar acteercarrière met de televisiefilm Gideon's Trumpet (1980).
In 1988 publiceerde ze haar autobiografie On the Other Hand. Tevens was ze een veel geziene gast bij openbare gelegenheden, zoals de uitreiking van de 70e Academy Award en het Palm Beach International Film Festival uit 2003. Ze kreeg hier een "Legend in Film" award. Ze bezocht ook geregeld het Empire State Building, waaronder in 1991 als eregast bij de viering van het 60-jarig bestaan van het gebouw.

### Persoonlijk leven
Wray trouwde drie keer, te weten met de schrijvers John Monk Saunders en Robert Riskin en met de arts dr. Sanford Rothenberg.
Ze kreeg drie kinderen: Susan Saunders, Victoria Riskin en Robert Riskin Jr. In 1935 werd ze officieel ingeburgerd tot Amerikaan.

### Dood

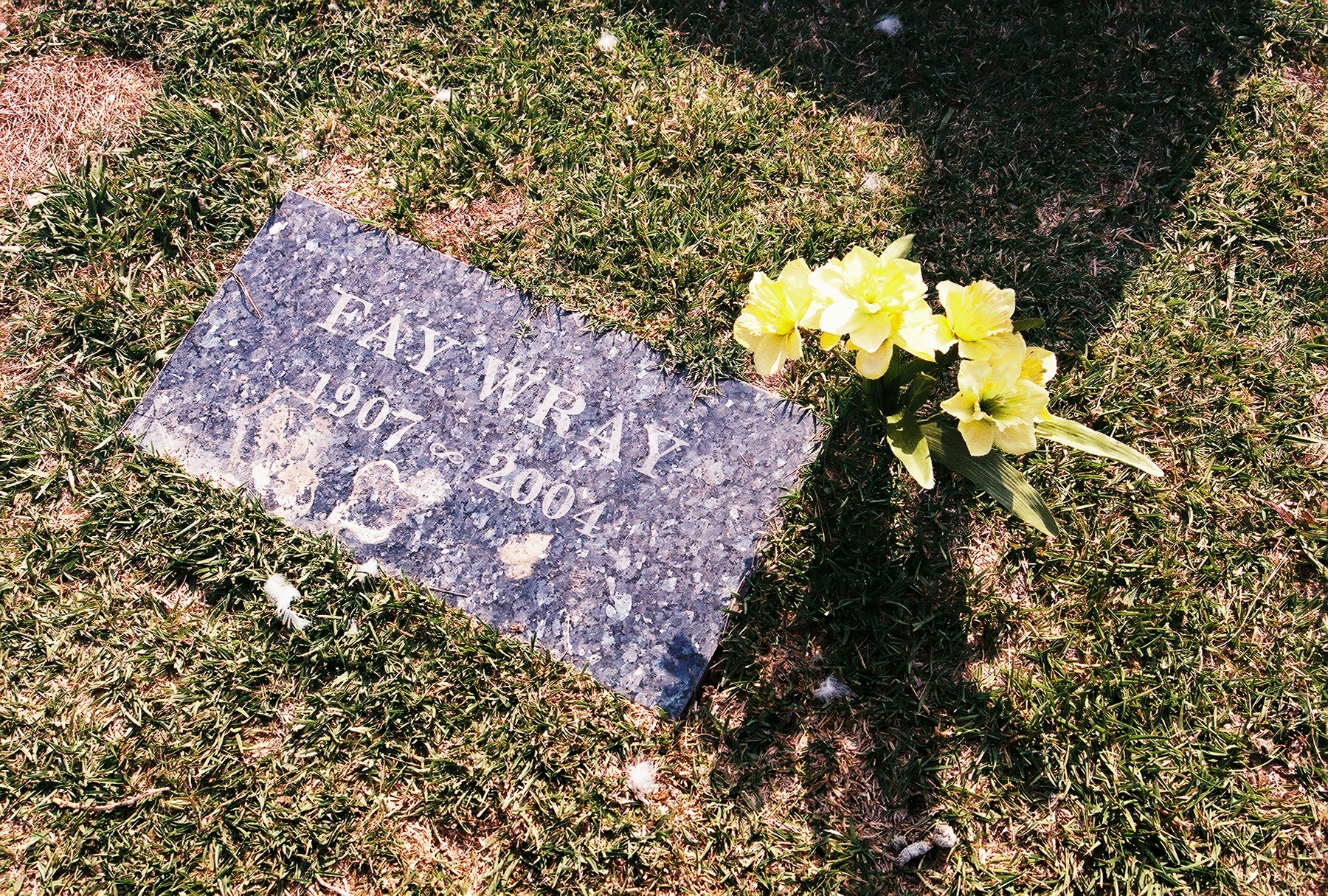
Wray's grafsteen op het Hollywood Forever Cemetery.

In 2004 werd Wray benaderd door regisseur Peter Jackson met de vraag of ze interesse had in een cameo in zijn geplande remake van King Kong. Ze ontmoette tevens Naomi Watts, die in de remake de rol van Ann Darrow zou gaan vertolken.
Tot een cameo kwam het echter niet omdat Wray op 8 augustus 2004 in haar slaap overleed aan ouderdom. Ze was 96 jaar oud. Wray werd begraven op het Hollywood Forever Cemetery.
Twee dagen na haar dood werden de lichten van het Empire State Building 15 minuten gedoofd ter nagedachtenis aan haar.

## Trivia
In de film 'The Rocky horror picture show' wordt Wray bezongen in het nummer 'Fay Wray'. 

## Filmografie
| - Blind Husbands (1919) - Gasoline Love (1923) (korte film) - Thundering Landlords (1925) (korte film) - No Father to Guide Him (1925) (korte film) - The Coast Patrol (1925) - Sure-Mike (1925) (korte film) - What Price Goofy (1925) (korte film) - Isn't Life Terrible? (1925) (korte film) - Chasing the Chaser (1925) (korte film) - Madame Sans Jane (1925) (korte film) - Unfriendly Enemies (1925) (korte film) - Your Own Back Yard (1925) (korte film) - Moonlight and Noses (1925) (korte film) - Should Sailors Marry? (1925) (korte film) - WAMPAS Baby Stars of 1926 (1926) (korte film) - One Wild Time (1926) (korte film) - Don Key (A Son of a Burro) (1926) (korte film) - The Man in the Saddle (1926) - Don't Shoot (1926) (korte film) - The Wild Horse Stampede (1926) - The Saddle Tramp (1926) (korte film) - The Show Cowpuncher (1926) (korte film) - Lazy Lightning (1926) - Loco Luck (1927) - A One Man Game (1927) - Spurs and Saddles (1927) - A Trip Through the Paramount Studio (1927) (korte film) - The Honeymoon (1928) (unreleased) - The Legion of the Condemned (1928) - Street of Sin (1928) - The First Kiss (1928) - The Wedding March (1928) - Thunderbolt (1929) - The Four Feathers (1929) - Pointed Heels (1929) - Behind the Make-Up (1930) - Paramount on Parade (1930) - The Texan (1930) - The Border Legion (1930) - The Sea God (1930) - Captain Thunder (1930) - The Conquering Horde (1931) - Three Rogues (1931) - The Slippery Pearls (1931) (korte film) - Dirigible (1931) - The Finger Points (1931) - The Lawyer's Secret (1931) - The Unholy Garden (1931) - Hollywood on Parade (1932) (korte film) - Stowaway (1932) - Doctor X (1932) | - The Most Dangerous Game (1932) - The Vampire Bat (1933) - Mystery of the Wax Museum (1933) - King Kong (1933) - Below the Sea (1933) - Ann Carver's Profession (1933) - The Woman I Stole (1933) - Shanghai Madness (1933) - The Big Brain (1933) - One Sunday Afternoon (1933) - The Bowery (1933) - Master of Men (1933) - The Clairvoyant (1934) - Madame Spy (1934) - The Countess of Monte Cristo (1934) - Once to Every Woman (1934) - Viva Villa! (1934) - The Affairs of Cellini (1934) - Black Moon (1934) - The Richest Girl in the World (1934) - Cheating Cheaters (1934) - Woman in the Dark (1934) - Mills of the Gods (1934) - Come Out of the Pantry (1935) - Bulldog Jack (1935) - White Lies (1935) - When Knights Were Bold (1936) - Roaming Lady (1936) - They Met in a Taxi (1936) - It Happened in Hollywood (1937) - Murder in Greenwich Village (1937) - The Jury's Secret (1938) - Smashing the Spy Ring (1939) - Navy Secrets (1939) - Wildcat Bus (1940) - Melody for Three (1941) - Adam Had Four Sons (1941) - Not a Ladies' Man (1942) - Treasure of the Golden Condor (1953) - Small Town Girl (1953) - Hell on Frisco Bay (1955) - The Cobweb (1955) - Queen Bee (1955) - Rock, Pretty Baby (1956) - Crime of Passion (1957) - Tammy and the Bachelor (1957) - Summer Love (1958) - Dragstrip Riot (1958) - Murder by Death (1976) (Archival Sound) - Gideon's Trumpet (1980) - Off the Menu: The Last Days of Chasen's (1997) (documentaire) - Broadway: The Golden Age, by the Legends Who Were There (2003) (documentaire) |